# Flávia Coelho

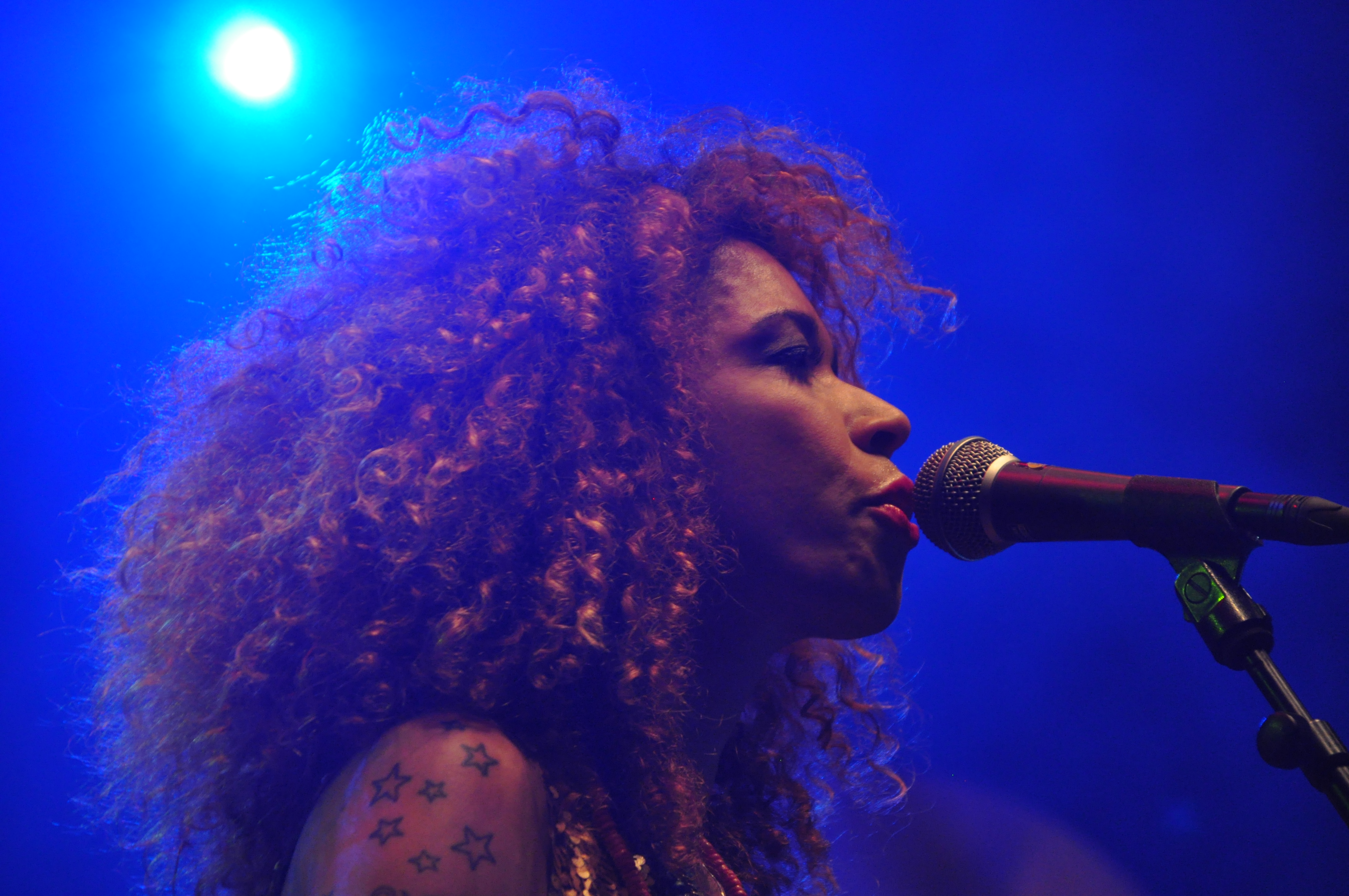
Flávia Coelho in het muziekfestival "Bardentreffen" in Neurenberg 2013

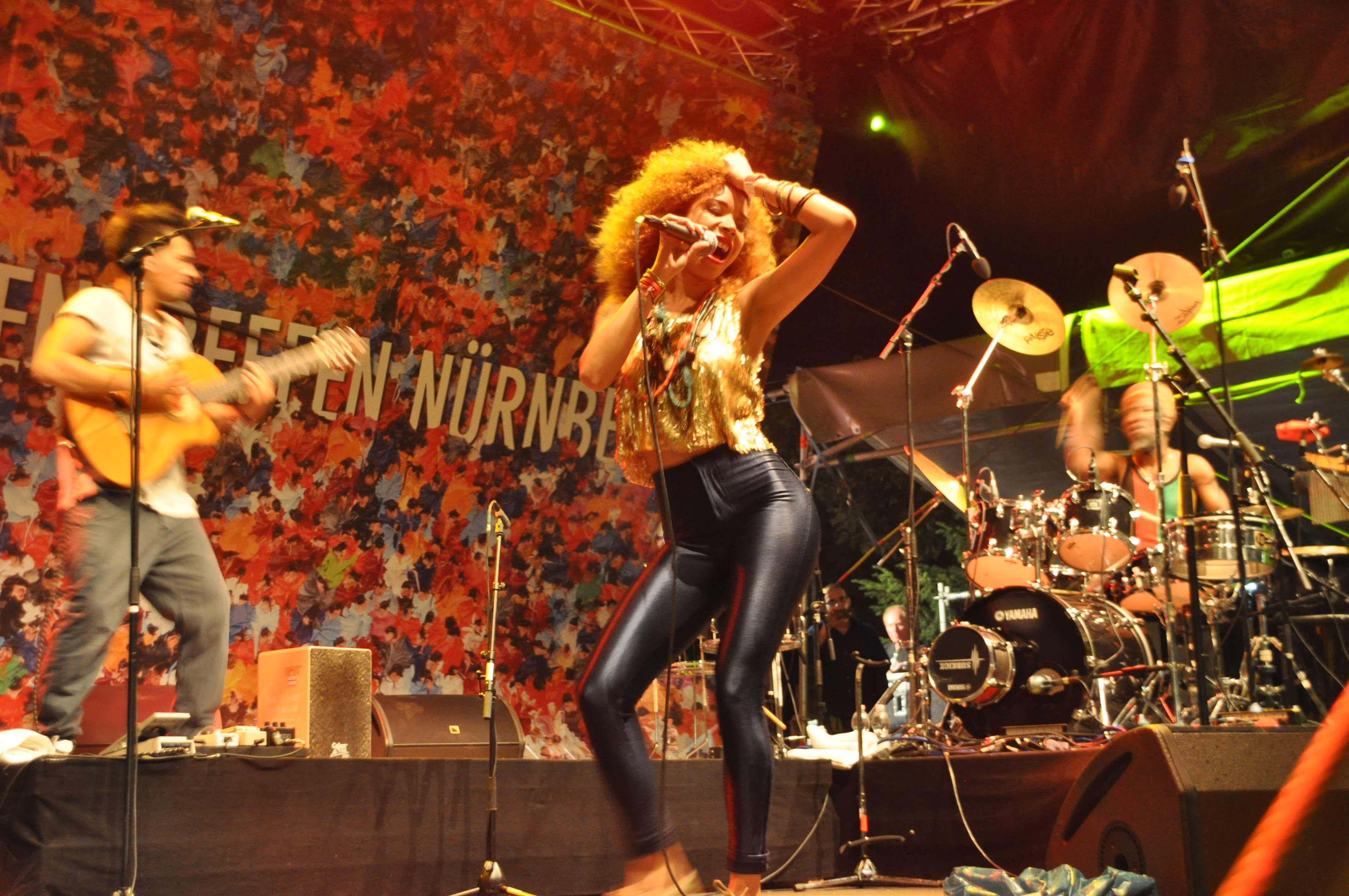
Flávia Coelho in het muziekfestival "Bardentreffen" in Neurenberg 2013

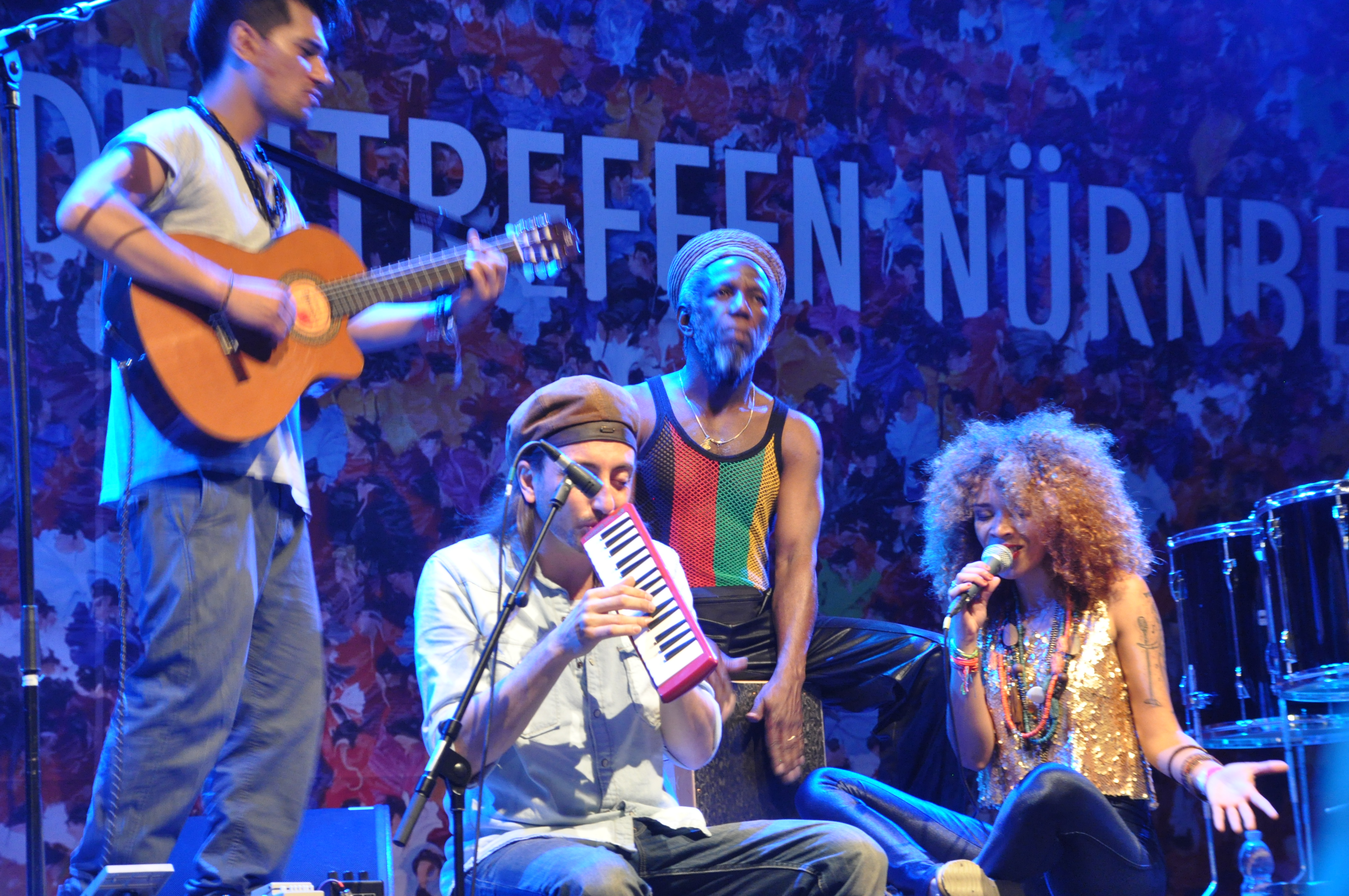
Flávia Coelho en haar live band in het muziekfestival "Bardentreffen" in Neurenberg 2013

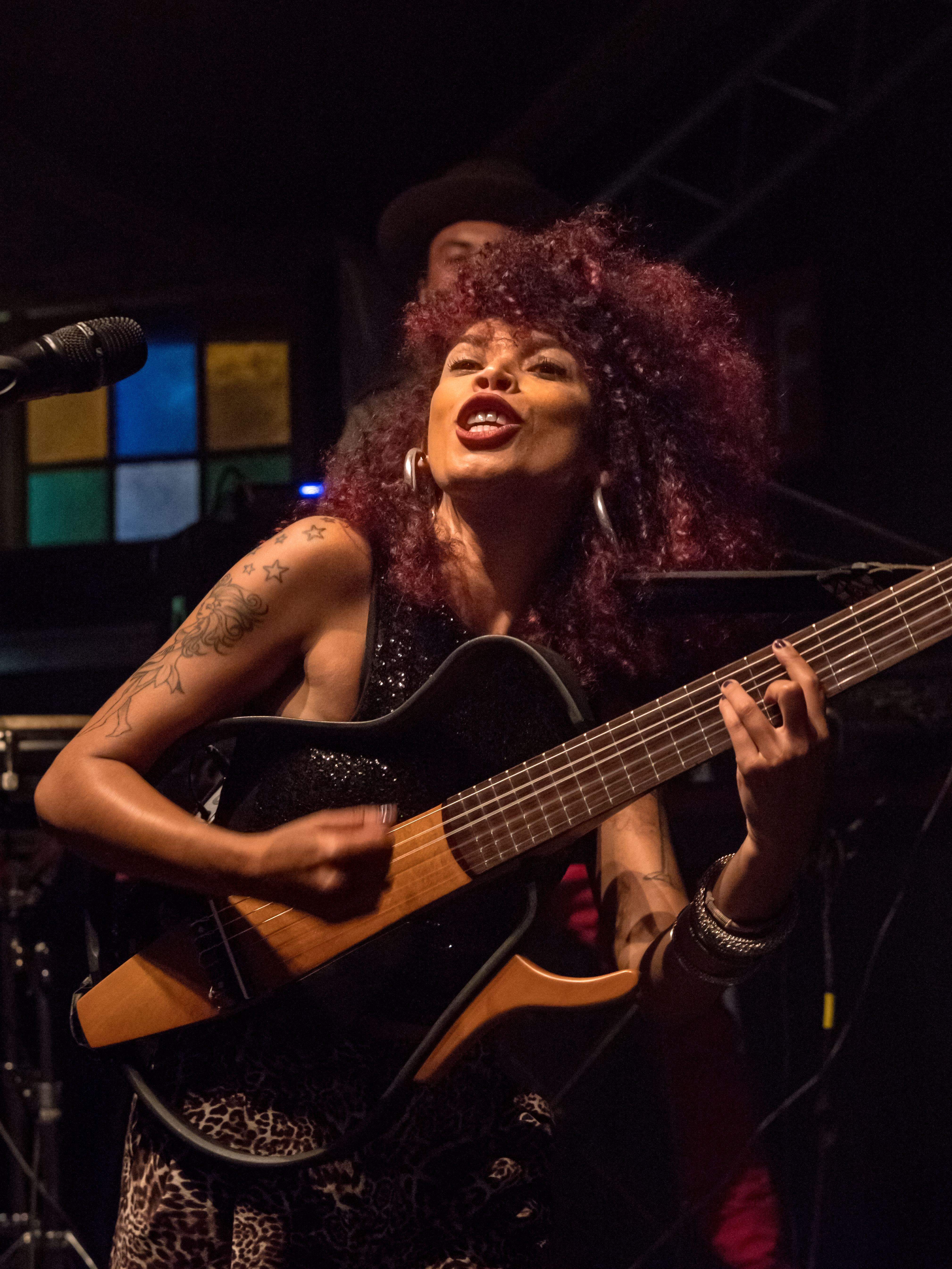
Zelt-Musik-Festival 2016 Freiburg, Duitsland

Flávia Coelho (Rio de Janeiro, 26 juli 1980) is een Braziliaanse zangeres. Sinds 2006 woont zij in Frankrijk.
Nadat ze het festival Génération Réservoir won, kon ze in 2011 haar eerste album Bossa Muffin uitbrengen. Met Import Export zingt zij in 2013 het officiële lied van Marseille als culturele hoofdstad van Europa.
De familie van Flávia Coelho komt oorspronkelijk uit de noordoostelijke regio van Brazilië en zelf werd zij geboren in een sloppenwijk van Rio de Janeiro. Samen met enkele variétéartiesten staat ze op het podium sinds de leeftijd van 14 jaar. In 2002 toerde ze in Europa met een carnavalgezelschap. Ze keerde terug naar Parijs in 2006 en maakte kennis met de Kameroense muzikant Bika Bika Pierre. Samen beginnen ze te componeren en dankzij producer Victor Vagh kunnen ze een album opnemen, maar die slaat bij de platenmaatschappijen niet aan.
In 2011 wint Flávia Coelho de vijfde editie van het Franse muziekfestival Génération Réservoir, welk festival eerder ook al revelaties opleverde. Door die overwinning biedt het onafhankelijk label Discograph haar een platencontract aan. Zo kan Coelho haar eerste soloalbum uitbrengen onder de titel Bossa Muffin, genoemd naar de muziekstijl die zij brengt. In 2012 wordt het album Bossa Muffin heruitgegeven met vijf nieuwe nummers.
Flávia Coelho treedt samen met haar liveband op in diverse festivals in Frankrijk, België, Duitsland en het Verenigd Koninkrijk.
- Bibliothèque nationale de France: cb16721522j (data)
- Gemeinsame Normdatei: 1129693821
- International Standard Name Identifier: 0000 0004 1842 5453
- Library of Congress Control Number: no2013089212
- MusicBrainz: f8b9ba51-dee0-44a7-85ae-49562482b722
- Virtual International Authority File: 305420938